# Ајкула гоблин
Ајкула гоблин (лат. Mitsukurina owstoni( ретка је врста морског пса, коју понекад називају „живим фосилом”. Ова врста једини је постојећи представник породице Mitsukurinidae старе око 125 милиона година. Гоблин ајкула има розе кожу, издужену спљоштену њушку и изражене чељусти. Дужине је између 3 и 4 метара, мада може да порасте и знатно више. Насељава подручја континенталне климе, олупине бродова или подморница на дубинама од 100 м при чему старији примерци живе и дубље. Ова врста има мршаво тело и ситна пераја што указује да је по природи спора. Углавном се храни раковима, главоношцима и ситнијим рибама. 
Међународна унија за заштиту природе оценила је да је ајкула гоблин мало угрожена и да не постоји забринутост због њеног опстанка, упркос њеној реткости.

## Таксономија
Амерички ихтиолог Дејвид Стар Џордан описао је гоблин ајкулу 1898. године у часопису Proceedings of the California Academy of Sciences, описивајући је не само као нову рибу, већ нову врсту, род и породицу. Своје искуство пренео је након што је описао ухваћеног мужјака гоблин ајкуле, у Сагаби заливу код Јокохаме, дугог 107 цм. Генеричко име овој врсти доделио је Кеиго Мицикури, јапански зоолог који је студирао на Универзитету у Лондону током шездесетих година 19. века. Специфично име доделио јој је Алан Востон, енглески коленционар дивљих животиња из Азије. Назив „goblin shark” превод је старе јапанске речи „тенгузаме” која означаве јапанско митско створење са дугим носем и црвеним лицем.
Убрзо након што је објављен Џорданов опис ове рибе, неколико научника приметило је сличност између ње и изумрле ајкуле Scapanorhynchus из мезозоика. Једно време владало је мишљење да је гоблин ајкула синоним за врсту Scapanorhynchus, али прегледом комплетних фосила, откривене су многе анатомске разлике између њих, али их поједини зоолози опет сматрају различитим родовима. Неколико гоблин ајкула описано је као засебна врста у периоду од 1904. до 1937. године, а ниједна се до сада не сматра валидном. Ова таксономска конфузија започела је јер су чељусти узорака током чувања биле на различитим температурама, што је стварало пропорцијалне разлике међу главама риба.

## Филогенија и еволуција
Филогенетске студије засноване на морфологији углавном су квалификовале ајкулу гоблина као најосновнијег члана реда Lamniformes. Студије које су користиле генетске податке такође су потврдиле базалну класификацију за ову врсту. Породица Mitsukurinidae коју представљају Mitsukurina, Scapanorhynchus и Anomotodon потичу из периода креде. Mitsukurina се први пут појавила у запису фосила из средњег еоцина, а изумрле врсте укључују M. lineata и M. maslinensis. Striatolamia macrota, која је живела у периоду палеогена такође може бити врста Mitsukurina. Као последњи припадник породице, ајкула гоблин описана је као „живи фосил”.

## Опис
Ајкула гоблин има изразито дугу и равну њушку која подсећа на оштрицу мача, а пропорцијална дужина њушке опада са годинама. Очи су мале и немају заштитне опне, док се иза очију налазе спирале. Уста гоблин ајкуле су велика и параболичног облика. Чељусти су врло изражене и могу се продужити готово до краја њушке, мада обичну допиру до доње стране главе.
Гоблин ајкула има од 35 до 53 зуба на горњој вилици и од 31 до 62 зуба на доњој вилици. Зуби се налазе у главном делу чељусти, дуги су и уски, а нарочито они у близини симифизе. Задњи зуби у близини чељусти су малии имају раван облик за дробљење. Врста има пет пари шкржних прореза који су кратки, а пети пар налази се изнад грудних пераја. Тело је прилично витко и мршаво, леђна пераја су сличне величине и облика, оба су заобљена и мала. Карлична и анална пераја имају дугу основу и већа су од леђних пераја. Асиметрична каудална пераја имају дуго горњи режањ са плитким вентралним зарезом близу врха и нејасан доњи режањ.
Гоблин ајкула има светлуцаву кожу, ружичасте или жуте боје због видљивих крвних судова испод коже. Боја ове рибе продубљује се са годинама, а млади примерци могу бити скроз бели. Ивице пераја гоблин ајкуле су прозирно сива или плава, а очи црне са плавкастим пругама. Након смрти, боја бледи и постаје сива или смеђа. Одрасле гоблин ајкуле су дужине 3 или 4 м, а највећа уловљења била је 6,2 м дужине. Максимална забележена тежина гоблин ајкуле је 210 килограма, а била је дужине 3,8 м.

## Станиште и биологија
Ајкула гоблин пописана је у три океана што указује на широку глобалну популацију. У Атлантском океану забележена је са севера Мексичког залива, у водиама Суринама, Гвајане и јужних делова Бразила, као и у водама Француске, Португала, Мадеире и на истоку код Сенегала. Такође је примећена у водама Средњоатлантског гребена. У пределима Индо-Пацифика и Океаније примећена је у водама Јужне Африке, Мозамбика, Јапана, Тајвана, Аустралије и код Новог Зеланда. Ова врста налази се на дубинама од 270 до 960 м, а снимљена је и на дубини од 1300 м, док је њен зуб нађен у каблу који је био на дубини од 1370 метара. Одрасле јединке насељавају веће дубине од младих, а појединци одлазе у воде дубине само до 40 м. Дана 19. априла 2014. године, риболовци из Кеј Веста на Флориди, док су ловили у Мексичком заливу, ухваитили су ајкулу гоблин у мрежи, што је други улов ове врсте у том заливу. Након фотографисања, риба је пуштена назад у воду.
Током јула 2014. године гоблин ајкула ухваћена је у рибарској мрежи у близини источне обале Шри Ланке. Била је дужине око 1,2 метра а тежине 7,5 килограма. Риба је прослеђена Националној ангенцији за истраживање и развој водених ресурса, ради даљих истраживања.
Иако су опажања гоблин ајкуле мала, његова анатомија сугерише да је њен животни стил спор. Скелет рибе је мали и слабо калцификован, мишићи су блокирани и слабо развијени, а пераја су мала и мекана. Дуга каудална пераја типична су за морске псе који споро пливају. Претпоставља се да њушка ове врсте има сензорну функцију. Претпоставља се да је вид гоблин ајкуле мање битан и развијен од осталх чула, ипак за разлику од осталих морских паса она може променити величину својих зеница, тако да користи вид у неким ситуацијама.
Гоблин ајкула се храни углавном правим кошљорибама, као и са главоношцима, раковима (Decapoda) и једнаконошцима. У њену исхрану су такође укључене лигње и двољуштруци. Пошто не плива брзо, може бити храна за веће и брже предаторе. Први снимци који приказују како гоблин ајкула лови направљени су током 2008. и 2011. године и помогли су да се утврди употреба и систематичност изражених чељусти ове врсте. О размножавању ове врсте зна се мало, јер још није пронађена трудна женка. Верује се да деле репродуктивне карактеристике као и други морски пси. Мужјаци ове врсте сазревају када буду дужине 2,6 м док сазревање женке није познато. Такође, нема података о расту и старењу ове врсте.
С обзиром на дубину у којој живи, ајкула гоблин представља малу опасност за људе. Изузетно мали број је сакупљен и изнесен јавно у акваријуме, где су врло кратко живели. Један примерак гоблин ајкуле задржан је на Универзитету Токаи и живела је недељу дана, док је друга смештена у морском парку у Токију и живела је само два дана. Месо ове рибе се може солити и сушити, док су чељусти од високе цене код колекционара. Током априла 2003. године на северозападу Тајвана ухваћено је више од стотину гоблин ајкула, а узрок је био непознат, а пре тога десио се земљотрес. Ове врсте пре тога никада нису забележене на овом подручју. Међународна унија за заштиту природе категорисала је гоблин ајкулу у категорију најмање забринутости. Врло мали број њих је ухваћено и виђено, па се верује да је људска активност не угрожава. Међутим, током јуна 2018. године Одељење за заштиту природе Новог Зеланда квалификовало је ову врсту „под ризиком”.